# Julius Bahnsen
Julius Friedrich August Bahnsen (ur. 30 marca 1830 w Tønder, zm. 7 grudnia 1881 w Lauenburgu) – niemiecki filozof, uczeń Arthura Schopenhauera; głosił skrajnie pesymistyczną filozofię.
Studia filozoficzne rozpoczął w 1848 w Kilonii, przeniósł się do Tybingi, uzyskał doktorat u Friedricha Theodora Vischera, a od 1853 był nauczycielem w gimnazjum w Lauenburgu.